# 烏克蘭選舉
在烏克蘭的選舉是为选出總統（國家元首）、最高拉达（立法机关）和地方政府。在特殊场合可能会举行全民公投。乌克兰实行多黨制，國内政党众多，但往往没有一个政党有机会单独掌握政权，各政黨必须相互合作才能组成聯合政府。

## 立法
乌克兰举行选举来选出總統和最高拉达。烏克蘭憲法不允许在戒严期间举行最高拉达选举，但允许举行总统选举。总统任期为五年。最高拉达有450名议员，任期同樣为五年，若如果无法组建政府，总统可提前解散该议会。下一届最高拉达选举将于戒嚴令結束后举行，届时将首次采用不同的地区開放名單（選舉門檻仍为5%），并取消简单多数制选举制，只保留一个全国性选区。